# Solisková voda
Solisková voda je potok v horním Liptově, na území okresů Poprad a Liptovský Mikuláš. Je to levostranný přítok Mlyničné vody, měří 4,9 km a je tokem V. řádu. Na horním toku protéká územím TANAPu.

## Vznik
Teče v Podtatranské kotlině, vzniká v podcelku Tatranské podhůří bifurkací Bielého Váhu. Od hlavního koryta Bielého Váhu se odděluje zprava na západojihozápadním úpatí Rakytovce, západně od osady Štrbské Pleso, v nadmořské výšce přibližně 1215 m.

## Popis toku
Nejprve teče jihojihozápadním směrem, podtéká Cestu svobody a protéká lokalitou Pod Hrádkom. Po opuštění území TANAPu vtéká do Liptovské kotliny a zároveň na území okresu Liptovský Mikuláš, kde na krátkém úseku teče severojižním směrem, přičemž se přechodně rozvětvuje na tři ramena. Nakonec se esovitě ohýbá, pokračuje k ústí více jihojihozápadním směrem a v lokalitě Hliniská, severoseverovýchodně od obce Važec, se v nadmořské výšce cca 845 m vlévá do Mlyničné vody.